# Guck-guck-Spiel

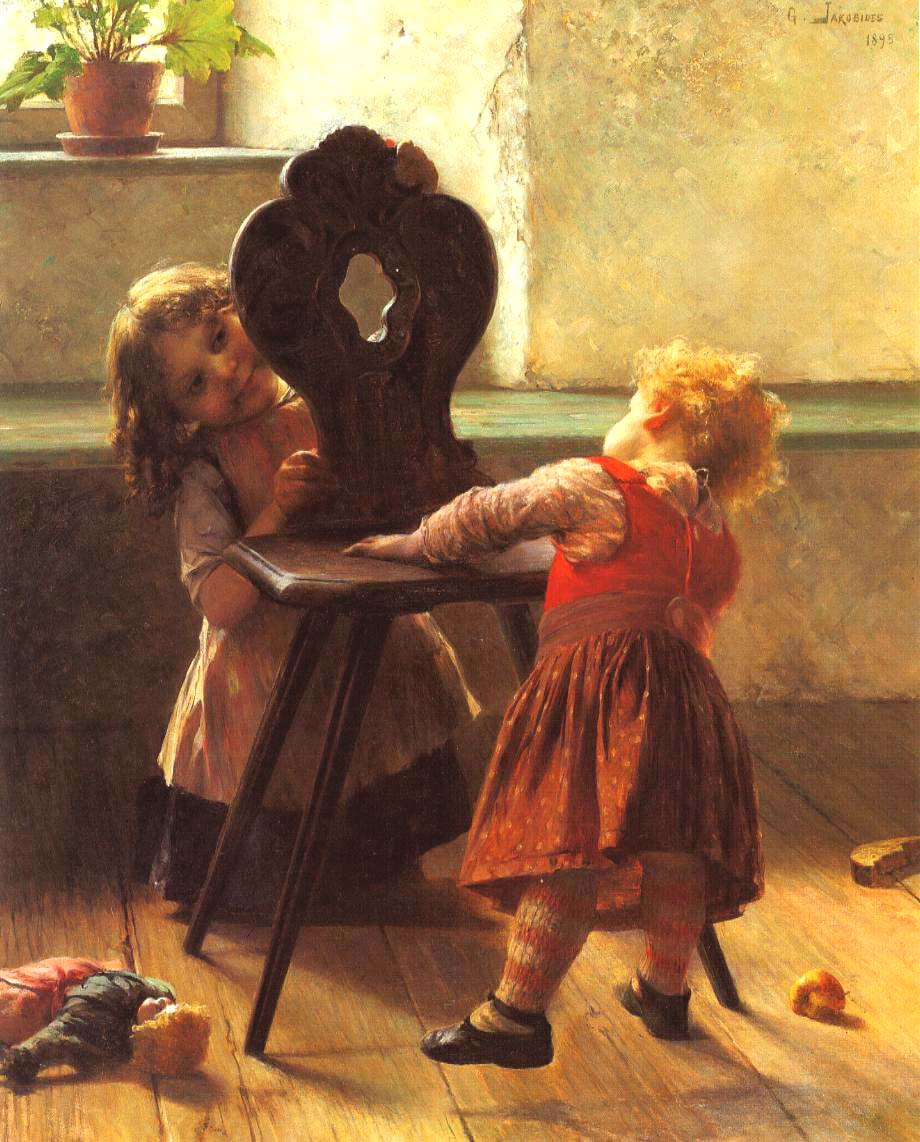
Zwei Kinder beim Guck-guck-Spiel (Gemälde von Georgios Iakovidis (1895))

Das Guck-guck-Spiel (nach dem Verb gucken;', schweizerdt.: guguseli) ist ein Spiel für Kleinkinder. Im deutschsprachigen Raum wird es auch als Kuckuckspiel (nach dem Ruf des Kuckucks) bezeichnet.

## Spiel
Bei diesem Spiel hält sich der Mitspieler, die Hände vor die Augen. Dann nimmt der Mitspieler die Hände wieder weg und ruft Guckguck oder Kuckuck. Diese Interaktion mit einem Kind kann ab einem Alter von einem halben Jahr stattfinden. Bei Kleinkindern bis zum 18. Lebensmonat ist das Konzept der Objektpermanenz noch nicht voll ausgebildet. Objekte außerhalb ihres Blickfelds, auch wenn dieses beispielsweise nur durch eine vor die Augen gehaltene Hand eingeschränkt ist, hören in gewissem Maße auf zu existieren. Eine eingehende Untersuchung dazu findet sich in einer Arbeit von J. S. Bruner und V. Sherwood aus dem Jahr 1976.

### Varianten
Anstatt sich die Augen zuzuhalten, kann sich die Bezugsperson auch hinter einer Tür, einem Tuch oder einer Gardine verstecken. Nach dem Ausruf „guck-guck“ kommt sie dann aus dem Versteck und ruft Da bin ich oder Ähnliches. Wenn das Kind das Spiel bereits länger kennt, wird es selbst auf Entdeckung gehen und das Sichthindernis beseitigen wollen. Ab etwa einem Jahr Lebensalter spielt das Kind dann auch selbst, indem es sich versteckt.